# Староерохино
Староерохино — деревня в муниципальном округе Егорьевск Московской области России. Рядом, через дорогу, идущую в Радовицы, расположена деревня Новоерохино.

## География
Деревня Староерохино расположена в восточной части муниципального округа Егорьевск, примерно в 24 километрах к юго-востоку от города Егорьевска. В километре к западу от деревни протекает река Белавинка. Высота над уровнем моря 122 метра.

## История
Впервые упомянута в Коломенских писцовых книгах 1577―1578 годов при описании поместий и вотчин в Мещёрской волости указана как пустошь Ерохина.
По сведениям переписи 1678 года, деревня Ерохино стала принадлежать двум владельцам. Одна часть владения была у стольника Назария Михайловича Засецкого, у него было 2 крестьянских двора и 17 душ, а вторая была «за девицею Катериною Ивановою дочерью Андреева сына Вельяминова Большого», за ней числилось 8 крестьянских дворов и 31 душа. С этого периода и стала деревня делиться на две части — Старое и Новое Ерохино, расположенное в полукилометре к северу от Староерохино. После этого деревни стали обозначаться в документах как Староерохино и Новоерохино. В письменных источниках ещё упоминается как Старо-Ерохино, Старое Ерохино, Ерохино старое.
Во время Генерального межевания земель в 1770 году село Спасское с деревнями Малой Ильинкой, Ерохино, Бутырево (Батырево), Маркино, Крехтино было по-прежнему во владении вдовы прапорщицы Аграфены Фёдоровны Савёловой и её сына секунд-майора Петра Петровича Савёлова, за обоими числилось 776 душ и 3815 десятин земли.
Согласно Переписи дворян Егорьевской округи 1803 года (ГАРО, ф. 98, оп. 18, д. 17) князь Пётр Николаевич Кропоткин «имел наследное недвижимое имущество в сельце Починки, сельце Ерохине и Большой Ильинке — 54 души».
В списках населённых мест Егорьевского уезда от 1859 года Старое Ерохино записана как владельческая деревня. Местоположение представлено как «при колодце» и «По правую сторону Касимовского тракта от г. Егорьевска». Всего тогда там располагалось 21 дворов, в которых значилось мужчин — 70, женщин — 82. От уездного центра 25 километров.
На момент отмены крепостного права деревня принадлежала помещице А.П. Волковой. После 1861 года деревня вошла в состав Починковской волости Егорьевского уезда. Приход находился в селе Починки.
В 1926 году деревня входила в Ерохинский сельсовет Починковской волости Егорьевского уезда.
В годы Великой Отечественной войны на фронтах погибло и пропало без вести 42 воина из жителей обеих деревень Староерохино и Новоерохино.
До 1994 года Староерохино входило в состав Полбинского сельского совета Егорьевского района, в 1994—2004 годы — Полбинского сельского округа, а в 2004—2006 годы — Подрядниковского сельского округа.
До 2015 года входила в состав сельского поселения Юрцовское.
В 2015 году вошла в состав городского округа Егорьевск, образованного в том же году путем упразднения Егорьевского района и объединения всех его поселений в единый городской округ.
С 1 января 2025 года городской округ Егорьевск преобразован в муниципальный округ Егорьевск.

## Экономика и транспорт
Согласно журналу «Экономический обзор Рязанской губернии» 1910 года №1 деревнях Старо-Ерохиной, Ново-Брохиной и Починках занимались кузнечным ремеслом и производством телег и саней.
Согласно Перечню колхозов Егорьевского района на 31 декабря 1949 года в Староерохино функционировал колхоз «Новый путь».
Имеется автобусное сообщение с городом Егорьевск и селом Радовицы. Также можно доехать до Москвы на автобусе Радовицы-Москва.
Пожарная часть №284, в район выезда которой относится Староерохино, находится в Полбино.

## Демография
В 1885 году в деревне проживало 241 человек, в 1905 году — 323 человека (160 мужчин, 163 женщины).
В 1926 году — 260 человек (125 мужчин, 135 женщин). 
По переписи 2002 года — 15 человек (7 мужчин, 8 женщин). 
По переписи 2010 года— 4 человека (2010).
| 1859 | 1868 | 1885 | 1905 | 1926 | 2002 | 2006 |
| ---- | ---- | ---- | ---- | ---- | ---- | ---- |
| 152  | ↗170 | ↗241 | ↗323 | ↘260 | ↘15  | ↘7   |
| 2010 |      |      |      |      |      |      |
| ↘4   |      |      |      |      |      |      |

## Происшествия
11 апреля 2020 года в одном из домов произошёл пожар.